# Distrikt Laramate
Der Distrikt Laramate liegt in der Provinz Lucanas in der Region Ayacucho in Südzentral-Peru. Der Distrikt entstand in den Gründungsjahren der Republik Peru. Er besitzt eine Fläche von 780 km². Beim Zensus 2017 wurden 1721 Einwohner gezählt. Im Jahr 1993 lag die Einwohnerzahl bei 2717, im Jahr 2007 bei 1902. Sitz der Distriktverwaltung ist die 3060 m hoch gelegene Ortschaft Laramate mit 844 Einwohnern (Stand 2017). Laramate liegt 90 km nordwestlich der Provinzhauptstadt Puquio.

## Geographische Lage
Der Distrikt Laramate liegt in der peruanischen Westkordillere im Nordwesten der Provinz Lucanas. Die kontinentale Wasserscheide führt durch den Distrikt. Der Nordosten wird über den Río Caracha nach Norden entwässert. Der Südwesten wird über den Río Laramate, ein linker Nebenfluss des Río Vizcas, nach Südwesten entwässert. Der Río Vizcas bildet die südöstliche Distriktgrenze.
Der Distrikt Laramate grenzt im äußersten Südwesten an den Distrikt Palpa (Provinz Palpa), im Nordwesten an den Distrikt Llauta, im Norden an den Distrikt Sancos (Provinz Huanca Sancos), im Nordosten an den Distrikt San Pedro de Palco sowie im Südosten an den Distrikt Ocaña.

## Ortschaften
Im Distrikt gibt es neben dem Hauptort folgende größere Ortschaften:
- Atocata (214 Einwohner)
- Challhuapuquio
- Colca
- Cunya
- Cuyo
- Galluyocc
- Ispana
- Locchas
- Patachana
- Ronguillos
- Sihuillca
- Tambulla
- Tucuta